# First Love Hatsukoi
First Love (First Love 初恋, First Love Hatsukoi)  é uma série de televisão japonesa produzida pela Netflix e estrelada por Hikari Mitsushima e Takeru Satoh, lançada em 24 de novembro de 2022. A série (e seu título japonês) foi inspirada em duas canções de Hikaru Utada.

## Enredo
A trama gira em torno de um homem e uma mulher que se conheceram no final dos anos 1990 quando eram adolescentes e cresceram juntos no início dos anos 2000. Após 15 anos, eles se reencontram e tentam reacender o primeiro amor através das lembranças. Yae queria ser comissária de bordo, mas sofreu um acidente. Harumichi serviu como piloto no JASDF, mas sua vida tomou um rumo diferente.

## Elenco
- Hikari Mitsushima como Yae Noguchi
  - Rikako Yagi como jovem Yae
- Takeru Satoh como Harumichi Namiki
  - Taisei Kido como jovem Harumichi
- Kaho como Tsunemi Arikawa
- Minami como Yū Namiki
  - Itsuki Nagasawa como jovem Yū
- Akiyoshi Nakao  como Bonji Kawano
  - Jiei Wakabayashi como jovem Bonji
- Towa Araki como Tsuzuru Kosaka
- Aoi Yamada como Uta Komori
- Gaku Hamada como Ōtaro